# Pierre Thomas Nicolaï
Pierre Thomas Nicolaï (Aubel, 6 oktober 1763 - Luik, 16 april 1836) was een politicus uit het Verenigd Koninkrijk der Nederlanden.
Nicolaï was een rechter uit Luik, die in 1820 tot Tweede Kamerlid werd gekozen door de gelijknamige provincie. Hij was in de zittingen 1822/1823 en 1824/1825 voorzitter van de Kamer. Willem I benoemde hem in 1826 tot lid van de Eerste Kamer.
Hij was de belangrijkste auteur van het Burgerlijk Wetboek van 1838, dat na de Belgische onafhankelijkheid in Nederland werd aangenomen en nog in grote mate het Franse voorbeeld volgde.
- Biografisch Portaal: 24407621
- Digitale Bibliotheek voor de Nederlandse Letteren: nico016
- Parlement.com: vg09lls3now2